# Closer (Joy Division)
(Atrocity Exhibition, 1980)
| Recensione     | Giudizio       |
| -------------- | -------------- |
| Ondarock       | Pietra miliare |
| AllMusic       | [ 4 ]          |
| Pitchfork      | [ 5 ]          |
| Rolling Stone  | [ 6 ]          |
| Piero Scaruffi | [ 7 ]          |

Closer è il secondo ed ultimo album in studio della band inglese Joy Division.
Pubblicato il 18 luglio 1980, dall'etichetta Factory Records, il disco vide la luce due mesi dopo la morte per suicidio del leader Ian Curtis. Considerato una delle pietre miliari della new wave e del gothic rock, l'album viene spesso considerato come il punto più alto raggiunto dalla band, dopo il quale i componenti superstiti diedero vita ad un nuovo gruppo, i New Order.

## Realizzazione

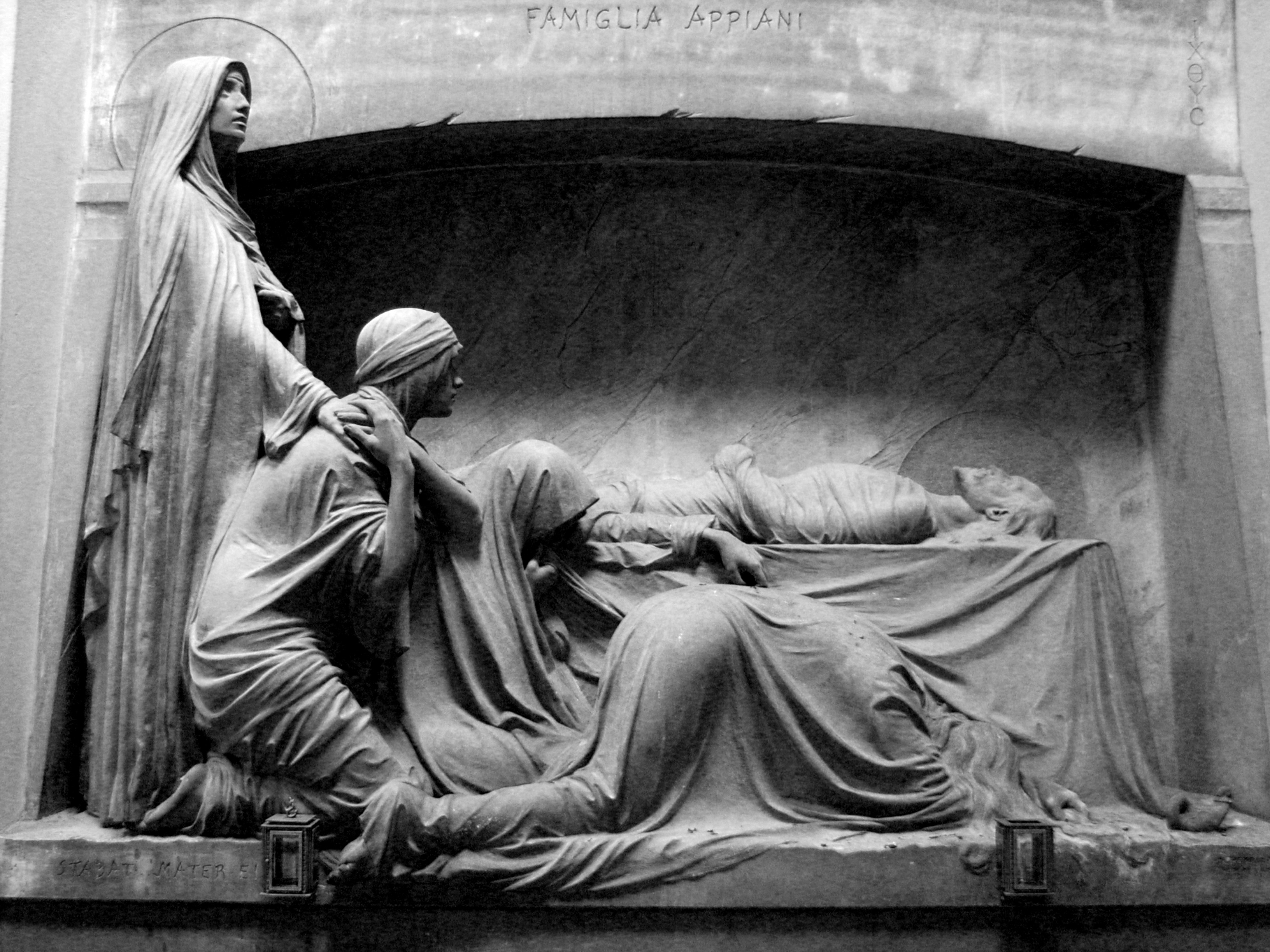
La tomba della famiglia Appiani nel Cimitero monumentale di Staglieno di Genova, usata come copertina dell'album.

Dopo la pubblicazione del singolo Atmosphere, la band tornò nuovamente in sala d'incisione per registrare i brani del secondo album. Le session si effettuarono tra il 17 e il 30 marzo 1980, presso i Britannia Row Studios di Londra, anche in questo caso coordinate dal fido produttore Martin Hannett. Durante questo periodo, la band alloggiava in due piccoli appartamenti siti in York Street, nel West End londinese, uno dei quali riservato al cantante Ian Curtis e alla sua amante, Annik Honoré.
Nonostante le sonorità ed i testi sempre più lugubri e l'atmosfera malinconica e decadente che connota la maggior parte dei brani dell'album, le session vennero descritte dai vari componenti della band, come molto divertenti, costellato dai numerosi scherzi organizzati dai musicisti, in particolare dal cantante. Al netto di quello che poi sarebbe successo di lì a qualche mese e fatta eccezione per i problemi di salute di Curtis (afflitto da una sindrome epilettica), infatti, la band stava vivendo un periodo molto positivo che li vedeva in procinto di pubblicare l'atteso secondo album che, nelle intenzioni del gruppo e nelle speranze dell'etichetta discografica sarebbe potuto essere quello della consacrazione della band e in attesa di imbarcarsi per il loro primo tour negli Stati Uniti.
Durante le due settimane di lavorazione, Hannett decise di cambiare radicalmente il suo approccio alla produzione rispetto al precedente lavoro della band tramite incisioni con massiccio utilizzo di eco per le tracce di batteria e di chitarra. L'album venne comunque registrato molto in fretta, quasi senza il tempo materiale per elaborare quello che finiva sul nastro perché, di lì ad un mese, nel maggio 1980, i Joy Division avrebbero dovuto iniziare il loro tour americano. La band incise dodici canzoni di cui solo nove vennero inserite nel disco: i brani Komakino, Incubation e As You Said restarono fuori dalla tracklist dell'album e, le ultime due, addirittura non vennero nemmeno ultimate, ma registrate nella sola parte strumentale.
Due mesi prima dell'uscita dell'album, però, il 18 maggio 1980, il cantante e leader della band, Ian Curtis, si suicidò impiccandosi nella sua casa di Macclesfield, a 24 anni non ancora compiuti e così, l'accordo che sin dall'inizio della loro avventura i componenti della band avevano tacitamente stipulato, di sciogliere cioè la band se uno di loro l'avesse abbandonata prima del tempo, venne fedelmente rispettato.

## Pubblicazione
Closer venne pubblicato il 18 luglio 1980 dalla Factory Records e, di fatto, divenne così il primo disco postumo dei Joy Division ed epitaffio di un artista scomparso troppo prematuramente.
Il suo suicidio cambiò quindi le carte in tavola per la band e, paradossalmente, fece la fortuna di critica e soprattutto pubblico che, in parte attirati da una certa curiosità per la band ed il suo cantante prematuramente scomparso, premiarono le vendite l'album che raggiunse il piazzamento numero 6 nella UK Albums Chart, la classifica inglese degli album più venduti. L'album venne unanimemente acclamato anche dalla critica ed il settimanale NME lo votò come album dell'anno, nella consueta classifica alla fine 1981.
Per la copertina del disco venne nuovamente contattato Peter Saville che utilizzò una foto realizzata da Bernard Pierre Wolff e raffigurante la tomba della famiglia Appiani, sita presso il Cimitero monumentale di Staglieno di Genova. Il soggetto della cover non venne scelto a caso, ma a seguito dei fatti che precedettero l'uscita del disco e, nelle intenzioni della band, doveva riflettere l'atmosfera dell'album.
All'indomani della pubblicazione dell'album, Hook, Sumner e Morris rispettano l'accordo originario sciogliendo di fatto la band e, nel 1981, diedero vita ad un nuovo gruppo, i New Order.

## Tracce
1. Atrocity Exhibition – 6:07
2. Isolation – 2:53
3. Passover – 4:47
4. Colony – 3:56
5. A Means to an End – 4:08
6. Heart and Soul – 5:52
7. Twenty Four Hours – 4:26
8. The Eternal – 6:07
9. Decades – 6:10

Durata totale: 44:26

## Formazione
- Ian Curtis - voce
- Bernard Sumner - chitarra, sintetizzatore, basso su Atrocity Exhibition
- Peter Hook - basso, chitarra su Atrocity Exhibition
- Stephen Morris - batteria, batteria elettronica, percussioni